# Noodmanoeuvres op zee
Noodmanoeuvres op zee zijn ingrepen om een schip te stoppen. Het is niet altijd mogelijk om daarvoor de ankers van het schip te gebruiken. Dit kan omwille van een te grote diepte of bij een ongustige zeebodem. Het schip is voorzien van andere middelen om te stoppen: roer, machine en eventueel sleepboten.

## Open Zee
Hard TurnDeze noodmanoeuvre om een aanvaring te voorkomen, kan enkel uitgevoerd worden indien er voldoende ruimte beschikbaar is. De diameter van de draaicirkel is gelijk aan 3maal de scheepslengte. Het is aangeraden de machine van het schip met volle kracht te laten draaien. De snelheid vermindert toch heel snel, terwijl de hoeksnelheid groter wordt (30 tot 50% kleiner). Wanneer de draai bijna volledig voltooid is, dan kan men de machine geleidelijk vertragen en eventueel achteruit slaan. In ondiepten is de draaicirkel diameter veel groter dan op open zee.
Opmerkingen
- Bij een UKC (Under Keel Clearance) kleiner dan 5 meter, zal de draaicirkel van een VLCC 60% groter worden.
- Door het aantal omwentelingen van de schroef te vergroten tijdens de draai, vermindert de diameter van de draaicirkel.

Crash StopDeze manoeuvre zal het schip op korte afstand laten stoppen, behalve als de oorspronkelijke snelheid minder dan 6 knopen bedraagt. Net zoals bij de "Hard Turn" manoeuvre, moet het schip over voldoende ruimte beschikken om de "Crash Stop" veilig te kunnen uitvoeren. Dit is noodzakelijk omdat het schip gedurende het achteruitslaan, volledig oncontroleerbaar wordt (NUC). Dikwijls is het ook niet mogelijk om van full ahead naar full astern te gaan, zonder zware schade aan de machine van het schip. Deze noodmanoeuvre kan dus enkel uitgevoerd worden, indien de snelheid niet te groot is. Het schip moet wel binnen 15 keer haar scheepslengte kunnen stoppen of indien het dit niet kan behalen moet het binnen de 20 keer haar scheepslengte stil liggen in het water. Dit wordt getest met de Stopwegproef.
Rudder CyclingDit is minder efficiënt dan de "Hard Turn" manoeuvre. Deze manoeuvre biedt wel het voordeel dat de bemanning van het schip een permanente controle behoudt over het schip. Ook zal een constante voorligging behouden blijven. Mocht het schip zich in nauwe vaarwateren (verkeerscheidingsstelsel) bevinden, dan is dit de meest aangeraden manoeuvre. Om het schip op een korte afstand te stoppen, mag het niet sneller varen dan 12 knopen.

## Nauwe Vaarwateren
In nauw vaarwater is "Rudder Cycling" de meest gebruikte methode. De snelheid van het schip wordt geleidelijk gereduceerd, terwijl met behulp van het roer het schip onder controle wordt houden. Het schip zal een zo groot mogelijke 'rate of turn' behouden, terwijl de omwentelingen van de schroef geleidelijk gereduceerd worden. Dit om de scheepssnelheid en de machinesnelheid gelijk te houden.
In ondiepten:
- Betere koersstabiliteit
- Goede bestuurbaarheid
- Grote stopafstand

In kanalen moet men vermijden met volle kracht achteruit te slaan, dit zou het scheepvaartverkeer in gevaar kunnen brengen. In nauwe vaarwateren moet men proberen snel te anticiperen en op bepaalde situaties vooruit te lopen. Als het schip niet meer op zijn voorligging blijft, moet men de controle herwinnen door een 'kick ahead' te geven.
Als de snelheid van het schip voldoende gereduceerd is, dan kan men overwegen de ankers te gebruiken.

## Stoppen met behulp van sleepboten
De meeste maritieme ongevallen gebeuren tijdens het aan- en afmeren. Wanneer een schip gebruik maakt van sleepboten, moet de loods ook altijd rekening houden met hoe de sleepboten hulp kunnen verlenen, mocht er iets fout gaan. 
Amerikaanse sleepmethodeMen maakt gebruik van een 'backing line' om de vaart vooruit uit het schip te halen. Het gebruik van ankers is gevaarlijk en daarom niet aangeraden.
Europese sleepmethodeMen maakt de sleepboten zo vast dat ze zonder risico naar achteren kunnen trekken. De snelheid van het schip moet wel kleiner zijn dan drie knopen. Bij deze sleepmethode kan men wel gebruik maken van de twee ankers.